# 아비뇽 교황궁
아비뇽 교황궁(프랑스어: Palais des papes d'Avignon)은 1309년부터 1377년까지 7대에 걸친 교황의 아비뇽 유수부터 서방 분열 시기 동안 프랑스 아비뇽에 설치되어 있던 교황 궁전이다.

## 내부 모습
궁전의 내부는 다음과 같이되어 있다.
1층 구 궁전
- 추기경 회의 사이 - 시모네 마르티니의 프레스코 벽화가 전시되어 있다.
- 생장 예배당 - 마테오 조바네티의 프레스코 벽화로 장식되어 있다.

2층 구 궁전과 신 궁전
- 대식당과 파티장 사이 - 태피스트리를 전시하고 있다.
- 생마르시알 예배당
- 응접실
- 교황의 침소

1층 신 궁전
- 대법정
- 소법정

## 같이 보기
- 아비뇽 대성당